# Christine Goitschel
Pour les articles homonymes, voir Goitschel.
Christine Béranger-Goitschel, née le 9 juin 1944 à Sainte-Maxime, Var, est une skieuse alpine française originaire de Val-d'Isère.

## Biographie
Elle voit le jour de l’union de Marie-Hélène Demange, native d’Épinal dans les Vosges et de Robert Goitschel, coiffeur, natif de Genève quoique français, qui exerça, (entre autres à Épinal, rue Rualmenil et à Nice) le métier de coiffeur-parfumeur, footballeur avant l'avènement du professionnalisme ( il joua au FAC Nice ainsi qu'à l'OM entre 1931 et 1933). De cette union (mariage célébré à Nice en 1934) sont nés deux garçons : Claude, né à Epinal en 1928 et Jacques, né à Nancy en 1930,  et trois filles : Christine, 1944,  Marielle, 1945, nées toutes deux à Sainte-Maxime, et Patricia, née en 1947, qui fut elle aussi championne de ski (Championne de France junior de slalom en 1964). Le neveu de Christine, Philippe Goitschel, est quant à lui un champion de ski de vitesse.
Elle réalisa 2 doublés avec sa sœur Marielle aux Jeux olympiques 1964 d'Innsbruck : victoire de Christine devant Marielle en slalom, puis succès de Marielle devant Christine en géant.
Elle mit un terme à sa carrière sportive à l'issue de la saison 1968.
Mariée à Jean Béranger, originaire d'Allevard dans l'Isère, l'entraîneur de l'équipe de France féminine de l'époque, le couple lança dans les années 1970 la station de ski de Val-Thorens.
Chevalier de la Légion d'honneur le 29 octobre 1995, elle est promue officier le 12 avril 2009.

## Palmarès

### Jeux olympiques d'hiver
| Épreuve / Édition | Descente | Slalom géant | Slalom |
| JO 1964 Innsbruck | —        | Argent       | Or     |

### Championnats du monde
| Épreuve / Édition      | Descente | Slalom géant | Slalom | Combiné |
| Mondiaux 1962 Chamonix | —        | 8e           | 20e    | —       |
| JO 1964 Innsbruck      | —        | Argent       | Or     | —       |
| Mondiaux 1966 Portillo | —        | 16e          | 6e     | —       |

### Coupe du monde
- Meilleur résultat au classement général : 10e en 1967
  - 1 victoire : 1 géant

#### Saison par saison
- Coupe du monde 1967 :
  - Classement général : 10e
    - 1 victoire en géant : Franconia
- Coupe du monde 1968 :
  - Classement général : 20e

### Arlberg-Kandahar
- Meilleur résultat : 3e place dans le géant 1964 à Garmisch

### Championnats de France
Elle a été 3 fois Championne de France dont : 
- Championne de France de Slalom Géant en 1963
- 2 fois Championne de France de Slalom en 1962 et 1964